# Pete Doherty
Peter Doherty (født 12. marts 1979) er en engelsk rockmusiker, sangskriver og poet. Han er stifter og forsanger af bandet The Libertines  ogforsanger i det engelske band Babyshambles. Doherty voksede op i Hexham i England. Han klarede sig godt i skolen og kom ind på Oxford University og University College London, valgte det sidste, men droppede ud første år. Han flyttede ind i en lejlighed i London med sin gode ven Carl Barât.
Pete Doherty dannede i slutningen af 90'erne bandet The Libertines med Carl Barat og to andre. Bandet fik stor succes og helt utrolige anmeldelser for deres andet og sidste album The Libertines'.
Doherty havde i mellemtiden efter en svær skilsmisse udviklet et massivt stofmisbrug af bl.a. heroin og kokain, fik mange skandalesager på halsen, endte i fængsel et par gange (bl.a. efter at have brudt ind i Carl Barâts lejlighed) og fik bøder. I 2004 udelukkede Carl Barat og de andre medlemmer af The Libertines Pete fra deres turne i Japan, grundet hans store stofmisbrug. De gjorde det klart, at Pete var velkommen tilbage, når han havde fået misbruget under kontrol, men dette skete aldrig. Kort efter blev bandet opløst på trods af at det havde fundet en erstatning for Pete.
Doherty dannede, mens han var udelukket fra The Libertines, bandet Babyshambles. Dette blev hurtigt hans hovedprojekt og i november 2005 udgav det albummet Down In Albion, hvor den første single Fuck Forever strøg til tops og endte på en fjerdeplads på den engelske hitliste. Babyshambles har måttet aflyse en del koncerter pga. Dohertys store narkotikamisbrug.
Den 1. oktober 2007 udgav Babyshambles deres andet album, Shotters Nation. 
I marts 2009 udsendte Peter, der i netop denne forbindelse ændrede sig fornavn fra Pete til Peter, Dohertys første og hidtil eneste solo album Grace/Wastelands. Det indeholdt en del gamle sange skrevet og spillet i The Libertines årene. Fra albummet er udgivet to singler, Last of the English Roses og Broken Love Song. 
I 2010 har The Libertines annonceret, at de genforenes ved to koncerter på Reading- og Leeds festivalerne sommeren 2010. Babyshambles har også annonceret, at de planlægger at udgive deres tredje album i løbet af 2010, men uroligheder internt i bandet har sået tvivl om dette. Det er endnu ikke blevet til noget.

## Diskografi
The Libertines
- Up The Bracket, 2002 (album)
- The Libertines (album), 2004 (album)

Babyshambles
- Down in Albion, 2005 (album)
- The Blinding EP, 2006 (album)
- Shotter's Nation, 2007 (album)
- Oh What a Lovely Tour, 2008 (album)

Pete Doherty (solo)
- Grace/Wastelands, 2009 (album)